# Columnariina
Sous-ordre
Familles de rang inférieur
- † Acervulariidae
- † Columnariidae
- † Disphyllidae
- † Lonsdaleiidae
- † Phillipsastreidae

Les Columnariina forment un sous-ordre éteint de coraux de l'ordre également éteint des Rugosa. 
Fossilworks considère les Rugosa comme une sous-classe, à la place de Zoantharia / Hexacorallia, avec les Columnariina étant un sous-ordre dans l'ordre des Stauriida.